# República Popular de Corea
La República Popular de Corea (en hangul, 조선인민공화국; en hanja, 朝鮮人民共和國; romanització revisada del coreà, Joseon Inmin Gonghwaguk; McCune-Reischauer, Chosŏn Inmin Konghwaguk) va ser un breu govern provisional que governà Corea després de la rendició del Japó, al final de la Segona Guerra Mundial. Va funcionar com a govern des de finals d'agost i principis de setembre de 1945 fins a l'establiment del govern militar nord-americà. Després de l'arribada de les tropes nord-americanes, va operar de manera no oficial i en oposició al govern militar, fins que va ser dissolt per la força al gener de 1946.

## Establiment
Les autoritats japoneses d'ocupació van sol·licitar l'establiment d'un govern que garantira la seguretat de les persones i béns després de l'ocupació. Baix el comandament de Yeo Un-hyeong, el recentment format Comité per a la Preparació de la Independència de Corea va organitzar comités populars a través de tot el país per tal de coordinar la transició cap a la independència. El 28 d'agost, el Comité va anunciar que funcionaria com el govern nacional temporal de Corea. El 6 de setembre, activistes del Comité es van reunir a Seül i van establir el govern.

## Pla de govern
El pla de govern de la República Popular constava de 27 clàusules i va ser presentat el 14 de setembre de 1945, amb els següents punts:
- La confiscació, sense compensació, de les terres posseïdes per l'anterior govern japonés i els seus col·laboradors.
- Lliure distribució de les terres als camperols.
- Límits de renda a les terres no redistribuïdes.
- Nacionalització de les indústries més importants com la mineria, el transport, la banca i les comunicacions.
- Supervisió estatal de les petites i mitges empreses.
- Garantir els drets humans bàsics i llibertats d'expressió, premsa, associació i culte.
- Sufragi universal per als adults majors de dihuit anys.
- Igualtat per a les dones.
- Reformes a la llei laboral, incloent un dia de treball de huit hores, salari mínim i prohibició del treball infantil.
- Establiment de relacions estretes entre els Estats Units, la Unió Soviètica, Regne Unit i Xina, i oposició rotunda a qualsevol influència estrangera que interferira amb els assumptes domèstics de l'estat.

## Desenvolupament en el nord
Al nord del paral·lel 38, l'estructura local de la República Popular va ser mantinguda baix el comandament de l'ocupació soviètica i es va convertir a la base de l'actual partit governant de Corea del Nord, el Partit dels Treballadors de Corea.

## Desenvolupament en el sud
Poc després de l'establiment del govern militar al setembre de 1945, es va abolir el govern de la República Popular per mitjà de decret militar, principalment a causa de sospites que el mateix era comunista. Alguns grups de la República Popular van romandre actius a la regió de Jeolla, especialment a la Illa de Jeju; on la seua presència, conjuntament amb creixents grups anti-comunistes, van contribuir a formar tensions que van desembocar en els esdeveniments coneguts com la massacre de Jeju.

## Desenvolupament en tot el país
A principis de novembre es va crear el Consell Nacional de Sindicats de Corea, el qual es va afiliar al govern de la República Popular i el seu pla de govern. Al desembre es va crear la Lliga Nacional d'Unions de Camperols, la Lliga Juvenil Democràtica de Corea i la Lliga de la Dona, els quals també van recolzar al govern de la República Popular.